# ルーカス・パウロス
ルーカス・パウロス（Lucas Paulos、1998年1月9日 - ）は、トップ14・アヴィロン・バイヨネに所属するラグビー選手。

## プロフィール
- アルゼンチン・ブエノスアイレス出身[1]。
- ポジションはロック(LO)。
- 身長 199cm、体重 123kg
- U20アルゼンチン代表に選ばれたことがある[2]。
- アルゼンチン代表キャップは12（2024年3月現在）でラグビーワールドカップ2023のアルゼンチン代表に選ばれた[3]。

## 略歴
ハグアレス、CAブリーヴを経て、2023年、バイヨンヌに加入。
2023年10月、ラグビーワールドカップ2023のアルゼンチン代表に追加召集された。